# Marlen Angelidou
Marlain Angelidou (Μαρλέν Αγγελίδου), nascida como  Marlen Angelidis (Μαρλέν Αγγελίδη) em 6 de setembro de 1978 , em Atenas, é uma cantora e atriz grega.
Marlain Angelidou tem tripla nacionalidade: grega, cipriota e britânica
Ela é mais conhecida por ser um membro do grupo Hi-5, bem como tendo representado o Chipre , no Festival Eurovisão da Canção 1999 com o título Tha 'Ne Erotas, ("Isso será amor"), onde terminou em 22.º e penúltimo lugar. Em 2008, ela participou novamente participa da final nacional cipriota, com música pop norte-americana intitulada "Rejection".
Infância e Adolescência.
Marlain Angelidou nasceu em Atenas, na Grécia, filha de  pai greco-cipriota e de mãe de ascendência escocesa. Marlain passou sua infância e parte de sua juventude ao redor do mundo. Ela tinha cinco anos, quando ela e sua família foram  viver para a Venezuela. A seguir  eles se estabeleceram na Bélgica, em seguida, retornou ao Chipre , onde Marlain passou sua adolescência. Ela reside agora em Atenas.
Em 1998, Marlain graduou-se  em Bioquímica e Gestão no  Imperial College de Londres e um contrato de trabalho honrado. No entanto, ela decide ir para Boston para estudar música e teatro. Em 1999 ela se formou na prestigiosa Royal Academy of Music em Londres.

## Carreira
Durante seus estudos ela começou a fazer sua primeira aparição no mundo da música. Ela participa ativamente na comédia musical Pygmalion, a True Story (Afrodite / Galatea) como um parceiro com o ator Peter Polycarpou. Ela também foi escolhida entre 5.000 adolescentes para participar do musical Annie no Festival de Edimburgo: ela desempenha o papel de Miss Hannigan.
Sua carreira profissional começou em 1999, sua participação no musical Lautrec de Charles Aznavour. Durante os anos 2000-2002, está novamente envolvido em vários musicais, como cabelo, Elegie, Vida La Loca, Legends of Swing e Flower Power história musical. Ela tem a oportunidade de cantar a solo na frente de 11.000 pessoas no Scala de Milão na Broadway Gala Musical.
No final de 2002, ela terminou como vice-organizado um concurso para Cardiff pela rádio britânica BBC 2, intitulado Voz do Concurso de Teatro Musical.
Em 2003, matriculou-se no casting e ganhou o programa grego Pop Stars , onde ela acabou formado com outros quatro artistas de topo do grupo Hi-5. Este grupo está aproveitando o sucesso sem precedentes. Note que esta é a primeira vez na cena da música grega, como um grupo musical foi criado.